# Кръгла маса (Камелот)
Кръглата маса според легендата за крал Артур е голяма, кръгла маса, около която кралят и неговите рицари са се събирали да обсъждат важни дела, свързани със сигурността на областта Камелот.
Има много различни версии за броя на рицарите и за обяснението на формата на масата. Една от тях е, че Кръглата маса няма определено място за водещ, никой не е поставен в привилегирована позиция и поради тази причина всички на нея са равнопоставени.
Спори се и за броя на рицарите. Кръглата маса в Уинчестър има 25 места и е с диаметър 18 фута, но различни източници сочат между 12 и 150 рицари. Също така според легендата самият Мерлин е изписал имената на рицарите с магическо злато, което е променяло цвета си.
За първи път за кръглата маса на крал Артур се споменава през 1155 година.